# Football Club Emmen
El Football Club Emmen, també conegut com a FC Emmen o simplement Emmen, és un equip de futbol neerlandès de la ciutat d'Emmen.
El club Emmen es va formar com a amateur el 21 d'agost de 1925. Quan la lliga professional holandesa es va formar el 1954, l'Emmen va optar per mantenir la seva condició de club amateur.
El 1985, l'Emmen finalment es va unir a la lliga professional. El 1988 el club es va dividir en una secció amateur i una professional. Aquest últim va ser anomenat inicialment BVO Emmen (Betaald Voetbal Organisatie, organització de futbol professional). El 2005, el club professional Emmen va canviar el seu nom per FC Emmen, per evitar la confusió de que BVO era una abreviatura similar a PSV, RBC o ADO.
El FC Emmen ha arribat als playoffs de l'Eerste Divisie 11 vegades i, el 20 de maig de 2018, va assolir l'ascens a l'Eredivisie holandesa per primera vegada en la seva història després de vèncer l'Sparta Rotterdam per 3-1 en la final de la fase d'ascens.

## Palmarès
- Eerste Divisie
  - 2021–22
- Hoofdklasse
  - 1974–75